# Anolis bartschi
Anolis bartschi (західнокубинський аноліс) — вид ігуаноподібних ящірок родини анолісових (Dactyloidae). Ендемік Куби. Вид названий на честь американського зоолога Пола Барча.

## Опис
Західнокубинський аноліс — середній представник свого роду, самці мають довжину (без врахування хвоста) 7,5 см, а самиці — 6,4 см. Це один з двох видів анолісів, (другий вид - Anolis vermiculatus), у якого повністю відсутній горловий мішок (як в самиці, так і у самців).

## Поширення і екологія
Західнокубинські аноліси мешкають в рівнинних і гірських районах в провінції Пінар-дель-Ріо на крайньому заході Куби. Вони живуть в заростях моготе, трапляються серед скель. Відкладають яйця.